# Klaas Smit

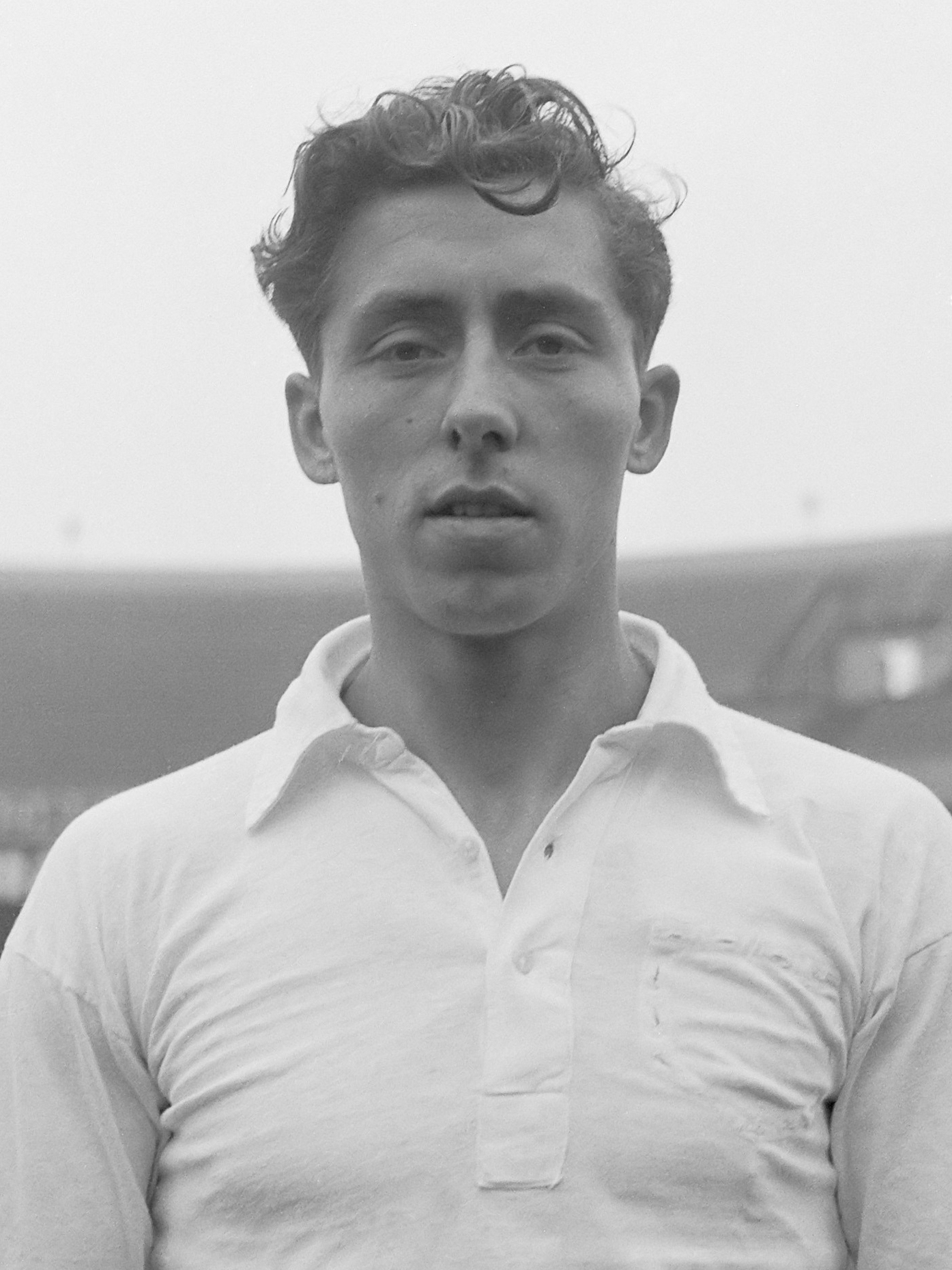
Klaas Smit (1956)

Klaas Smit (* 11. November 1930 in Volendam; † 20. Februar 2008 in Edam) war ein niederländischer Fußballspieler.
Smit spielte in seiner Laufbahn für den FC Volendam, Alkmaar’54 und DWS Amsterdam. Der linke Halbstürmer war der erste Torschütze im bezahlten Fußball in den Niederlanden; am 14. August 1954 erzielte er in Alkmaar den Treffer zum 1:0 von Alkmaar’54 gegen den Sportclub Venlo im ersten Spiel der neu eingerichteten Profiliga des NBVB. Er erzielte beim 3:0-Sieg der Alkmaarer einen weiteren Treffer; das dritte Tor steuerte Henk van der Sluis bei. Insgesamt kam Smit in seinen 225 Ligabegegnungen auf 56 Tore, davon 44 in 100 Spielen für Alkmaar und 12 in 125 Spielen für DWS.